# Гончарук Олег Миколайович
Олег Миколайович Гончарук (нар. 20 квітня 1983) — український військовослужбовець, полковник Збройних сил України, учасник російсько-української війни. Лицар ордена Богдана Хмельницького трьох ступенів (2022, 2022, 2021), кавалер ордена «За мужність» III ступеня (2018). Герой України (2022).
У жовтні 2022 року увійшов до списку 25 найвпливовіших українських військових від НВ.

## Життєпис
Станом на 2017 рік обіймав посаду першого заступника — начальника штабу 128-ї окремої гірсько-штурмової бригади. Станом на 2018 рік — виконувач обов'язків командира бригади. З 19 листопада 2019 до 11 вересня 2022 року — командир 128-ї окремої гірсько-штурмової бригади.
Разом з бригадою Гончарук брав участь в операції об'єднаних сил на Донбасі, зокрема в боях за Станицю Луганську, а в перші місяці повномасштабної війни тримав оборону на східному й південно-східному напрямках, зокрема на Миколаївщині. З кінця літа 2022 року 128 ОГШБр брала участь у визволенні Херсонщини.

## Нагороди
- звання Герой України з врученням ордена «Золота Зірка» (14 жовтня 2022) — за особисту мужність і героїзм, виявлені у захисті державного суверенітету та територіальної цілісності України[3];
- орден Богдана Хмельницького I ступеня (2022) — за особисту мужність і самовіддані дії, виявлені у захисті державного суверенітету та територіальної цілісності України, вірність військовій присязі[4];
- орден Богдана Хмельницького II ступеня (2022) — за особисту мужність і самовіддані дії, виявлені у захисті державного суверенітету та територіальної цілісності України, вірність військовій присязі[5];
- орден Богдана Хмельницького III ступеня (2021) — за вагомий особистий внесок у зміцнення обороноздатності Української держави, мужність і самовідданість, виявлені під час бойових дій, високий професіоналізм та зразкове виконання службових обов'язків[6].
- орден «За мужність» III ступеня (2018) — за особистий внесок у зміцнення обороноздатності Української держави, мужність і самовідданість, виявлені під час бойових дій, високий професіоналізм та зразкове виконання службових обов'язків[7].